# Umwelt & Aktiv

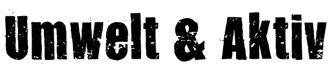
Logo von Umwelt & Aktiv von 2018 bis 2019

Umwelt & Aktiv (U&A) war ein rechtsextremes, von NPD-Mitgliedern herausgegebenes Magazin mit dem Schwerpunkt Ökologie, das von 2007 bis 2019 vierteljährlich als Rundschreiben des Vereins Midgard e. V. mit Sitz in Traunstein als Print-Magazin erschien und ein über die rechtsextreme Szene hinausgehendes Personenspektrum erreichte. Es griff thematisch und stilistisch nordische und germanische Mythologien auf. Als zusätzliche Aktivität wurden sporadisch Lesertreffen mit Vorträgen angeboten. Diese wie auch das Magazin wurden von der neonazistischen Partei Der III. Weg beworben bzw. weiterverbreitet.

## Geschichte

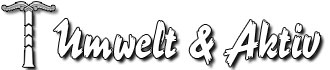
Logo von Umwelt & Aktiv von 2007 bis 2018

Das Magazin erschien erstmals 2007. Sein Untertitel lautete damals „Umweltschutz – Tierschutz – Heimatschutz“. Später lautete er ergänzt: „Das Magazin für ganzheitliches Denken. Umweltschutz, Tierschutz, Heimatschutz“.
Das Magazin galt als die wesentliche ökologische Publikation des Rechtsextremismus in Deutschland. Ziel des Magazins war es, „aufzuzeigen, wie Tierschutz und Umweltschutz für fremde Interessen und Interessenten, die im Verborgenen agieren, zum Nachteil unserer Heimat und unseres Volkes instrumentalisiert werden“. Zum Ausdruck kommt bereits hier die szenetypische Vorstellung von einer Verschwörung eines internationalen Kapitals, was in rechten Kreisen als Codewort für die antisemitische These einer jüdischen Weltverschwörung benutzt wird. Neben Kommentaren gegen das Schächten fanden sich Artikel über „germanische Vornamen“ oder über neuheidnische Jahreskreisfeste. Klimaschutz wurde als „von Beginn an Unfug“ bezeichnet. In der Ausgabe 3/2017 wurde „der von den Siegermächten zum Tod verurteilte Hermann Göring“ gelobt, der sich als „Minister für Forst und Jagd“ durch eine „starke innere Naturverbundenheit“ sowie „Liebe zu Wald und Wild“ und als „Treuhänder des deutschen Waldes und Schützer herrlicher Naturdenkmäler“ ausgezeichnet habe. Weitere Artikel dieser Ausgabe waren überschrieben mit „Wie die Migration unser Land auffrißt“ sowie „Ewiger Wald und ewiges Volk“. Als parteipolitischen Feind sah das Magazin die Grünen, denen ökologischer „Verrat“ vorgeworfen wurde. Auch die ÖDP wurde beschuldigt, „schwer im Fahrwasser der politischen Korrektheit gelandet zu sein“ und ihren Mitbegründer Herbert Gruhl, der 1989 die Abgrenzung zu Rechtsparteien nicht mittragen wollte und als Vorsitzender zurücktrat, als „Rechtsabweichler“ bezeichnet zu haben.
In der Ausgabe 2/2019 schrieb das Blatt unter der Rubrik „Heimatschutz“: „und wenn die östlichen Metropolen in absehbarer Zeit ähnlich teuer wie die westlichen – und ebenso ‚ethnisch gekippt‘ – sind, werden nicht mehr nur die in der Mainstreampresse regelmäßig beschimpften ‚völkischen Siedler‘ die Vorzüge eines ländlichen Lebens unter ethnisch-kulturell verwandten Menschen zu schätzen wissen.“
Der Vorstand des herausgebenden „Vereins Midgard e.V.“ setzt sich laut Angaben des Verfassungsschutzes „größtenteils aus Rechtsextremisten“ zusammen. Midgard e.V. klagte gegen die Erwähnung des Vereins und der Zeitschrift Umwelt & Aktiv im Verfassungsschutzbericht Bayern 2012. Das Verwaltungsgericht München gab in einem Urteil vom 14. Januar 2016 dem Verein recht. Hiergegen legte der Freistaat Bayern Berufung ein und bekam recht.
Ende 2019 erschien als letzte Printversion eine 80-seitige Doppelausgabe 3/2019 mit dem Titel „(Macht das) Licht aus“. Als Gründe für die Einstellung wurden im Februar 2020 auf der Umwelt & Aktiv-Website finanzielle Schwierigkeiten und „Repressalien“ gegen das Magazin und die Herausgeber angeführt. Zuvor hatte es – laut dem Experten Andreas Speit aus strategischen Gründen – noch eine Veränderung des Erscheinungsbildes des Magazins gegeben. Laut Redaktionsmitglied Bettina Bernhardt soll die Auflage nach dem Relaunch bei 5.000 Exemplaren gelegen haben. Die Redaktion „versichert[e]“ zunächst, „dass ihr Onlineportal weiterbetrieben und ein neues Magazin folgen“ werde; mittlerweile ist aber auch die Website des Magazins nicht mehr erreichbar.

## Verbindungen zur NPD und rechtsextremen Szene
Das Magazin gab an, „parteipolitisch unabhängig“ zu sein. Allerdings enthielt bereits die erste Ausgabe aus dem Jahr 2007 einige fast wörtliche Passagen aus dem Parteiprogramm der NPD. Einige der Autoren haben engen Kontakt zur NPD. So verfassten die NPD-Mitglieder Sascha Roßmüller und Bettina Rauch Beiträge für Umwelt & Aktiv. In der Redaktion war der langjährige NPD-Kader Peter Haese tätig, ebenso seine Frau Berthild Haese (Pseudonym Laura Horn), die unter anderem auch der Deutschen Stimme und der National-Zeitung Interviews gab. Ferner existierten auf verschiedenen Internetseiten Autonomer Nationalisten und Freier Kräfte Verlinkungen auf die U&A-Website. Im März 2012 wurde das Magazin in der Zeitschrift Junge Freiheit gelobt und empfohlen.  Die neonazistische Partei Der III. Weg informierte im Internet mehrmals über die Publikation und verlinkte auf deren Website. Der Schriftleiter Christoph Hofer kandidierte für die NPD in Bayern. Dem Vorstand des Trägervereins „Midgard e.V.“ gehörte neben Hofer auch Hans-Günther Laimer an, der ebenfalls für die NPD kandidierte. Der Bayerische Verfassungsschutz bezeichnet die Zeitschrift als „NPD-Tarnzeitschrift“. Die Zeitschrift interviewte auch Sebastian Zeilinger, einen Aktivisten der rechtsextremen Identitären Bewegung, der von „jungen europäischen Patrioten“ sprach und das Identitären-Projekt Alternative Help Association (AHA) als „rechte NGO“ vorstellte.

## Interviewpartner
Unter den Personen, die Umwelt & Aktiv ein Interview gaben, befinden sich der rechte Publizist und Aktivist Jürgen Elsässer sowie der Mitbegründer der Umweltbewegung in der DDR Michael Beleites. Die Zeitschrift konnte auch einige Personen aus dem linken Lager als Interviewpartner gewinnen, so den ehemaligen Kommunarden Rainer Langhans und den Autor Holger Strohm. Weitere Gesprächspartner (laut Röpke/Speit aus „Naivität und Goodwill“ bzw. „unkritisch gegenüber dem Magazin“) waren der Ornithologe und Verhaltensforscher Peter Berthold, der Historiker und Philosoph Reinhard Falter, die Ernährungswissenschaftlerin Andrea Flemmer, der Autor und Tierrechtler Helmut F. Kaplan, der Volkswirtschaftler Karl-Heinz Paqué und die Philosophin und Globalisierungskritikerin Vandana Shiva.
Die Gespräche mit den Experten wurden häufig von dem Anwalt Heiko Urbanzyk geführt, der früher das NS-Black-Metal-Fanzine Blutvergießen herausgab und im NSU-Verfahren als Vertretungsverteidiger von Ralf Wohlleben auftrat.